# 水上步行球

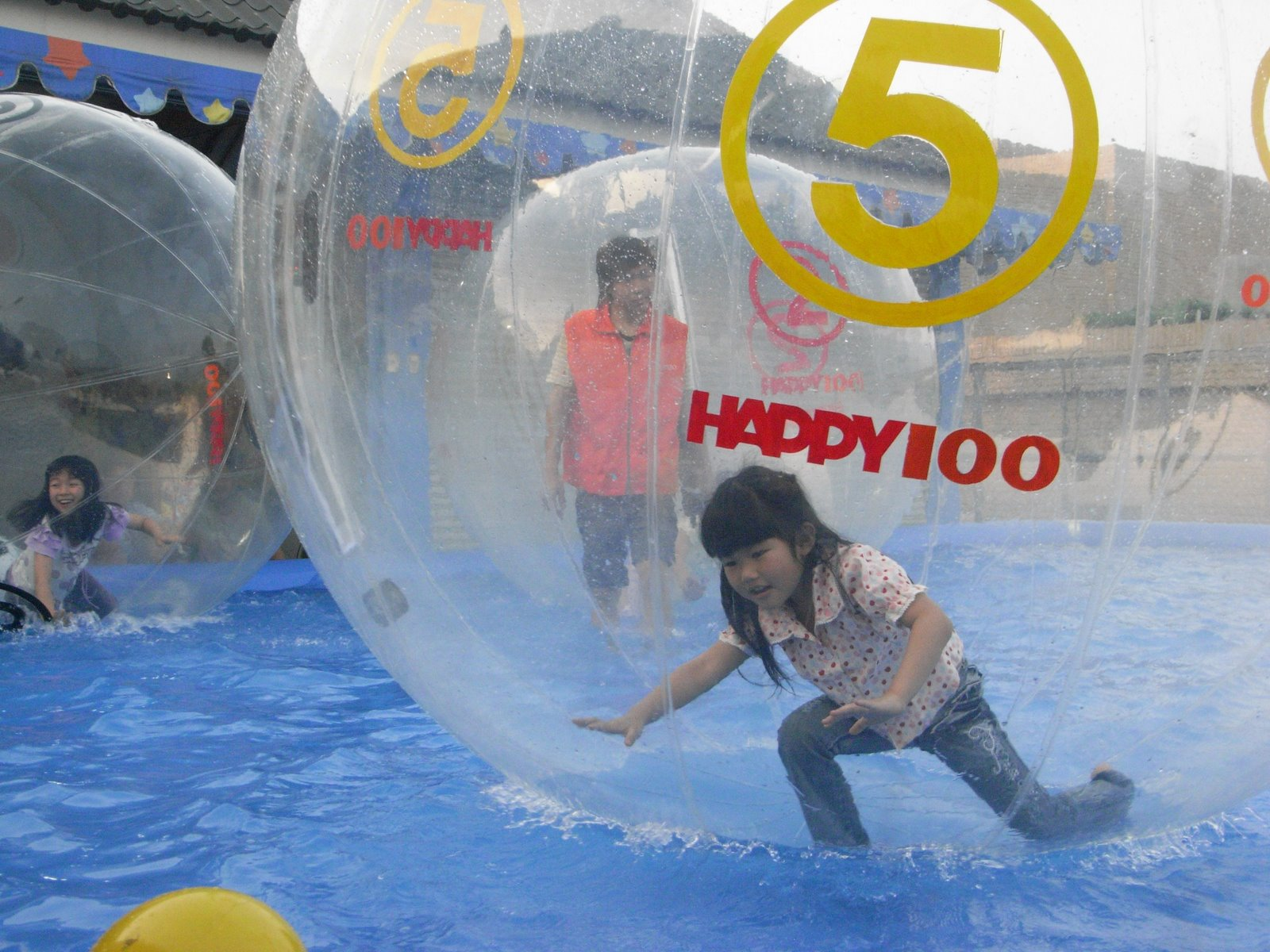
台湾高雄 水上步行球中的儿童

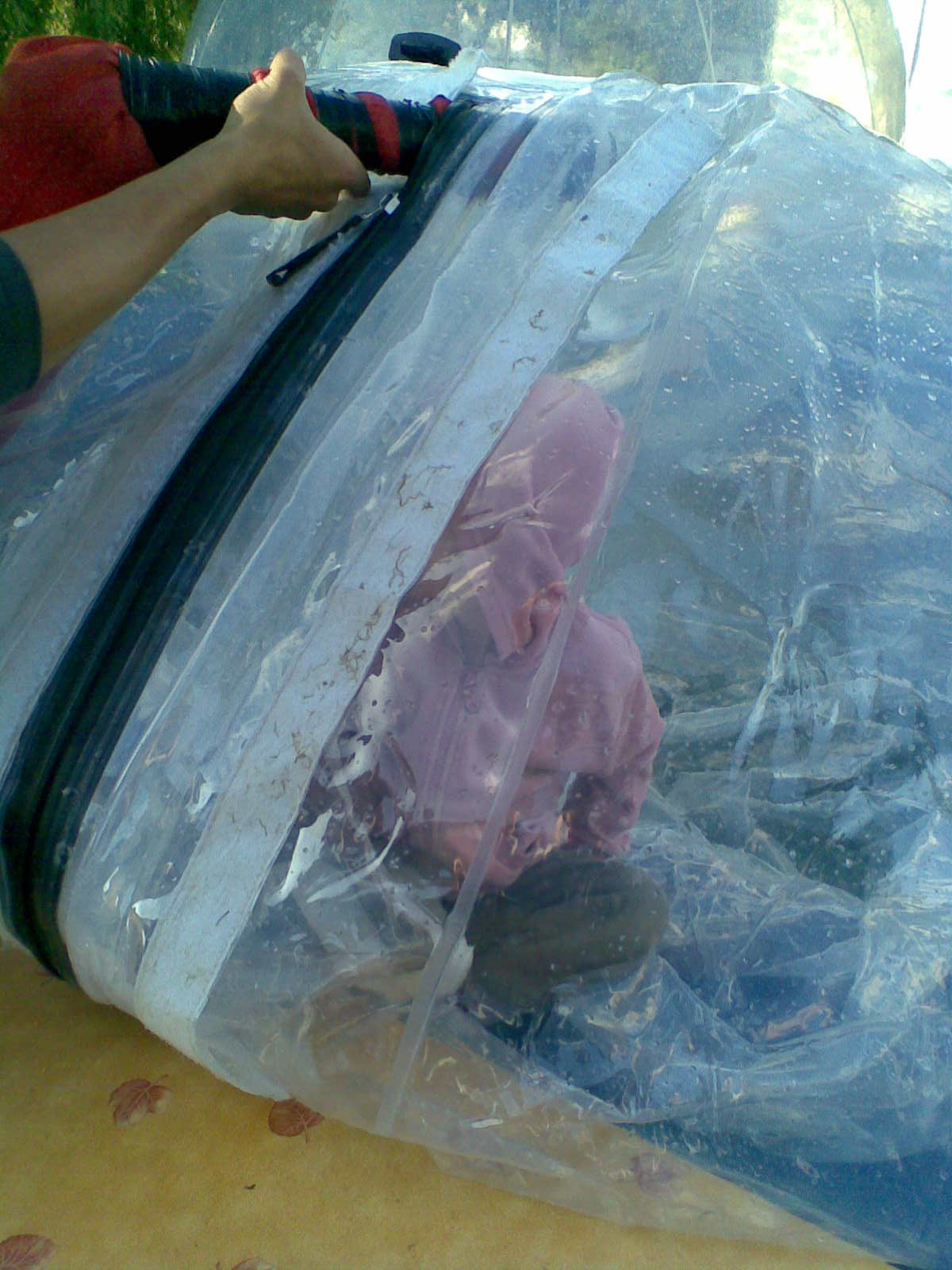
正在充气的水上步行球

水上步行球或水上漫步球是一个大型充气球体，里面的人可以在水面上行走。球的直径通常为两米，并有一个带拉链的入口，方便进出。水球与太空球类似，但它只有一层，专为水上运动而不是下坡滚动而设计。在英国，这些球已被用于游泳池、码头和湖泊，以努力让孩子们保持充足的体育活动。 

## 历史

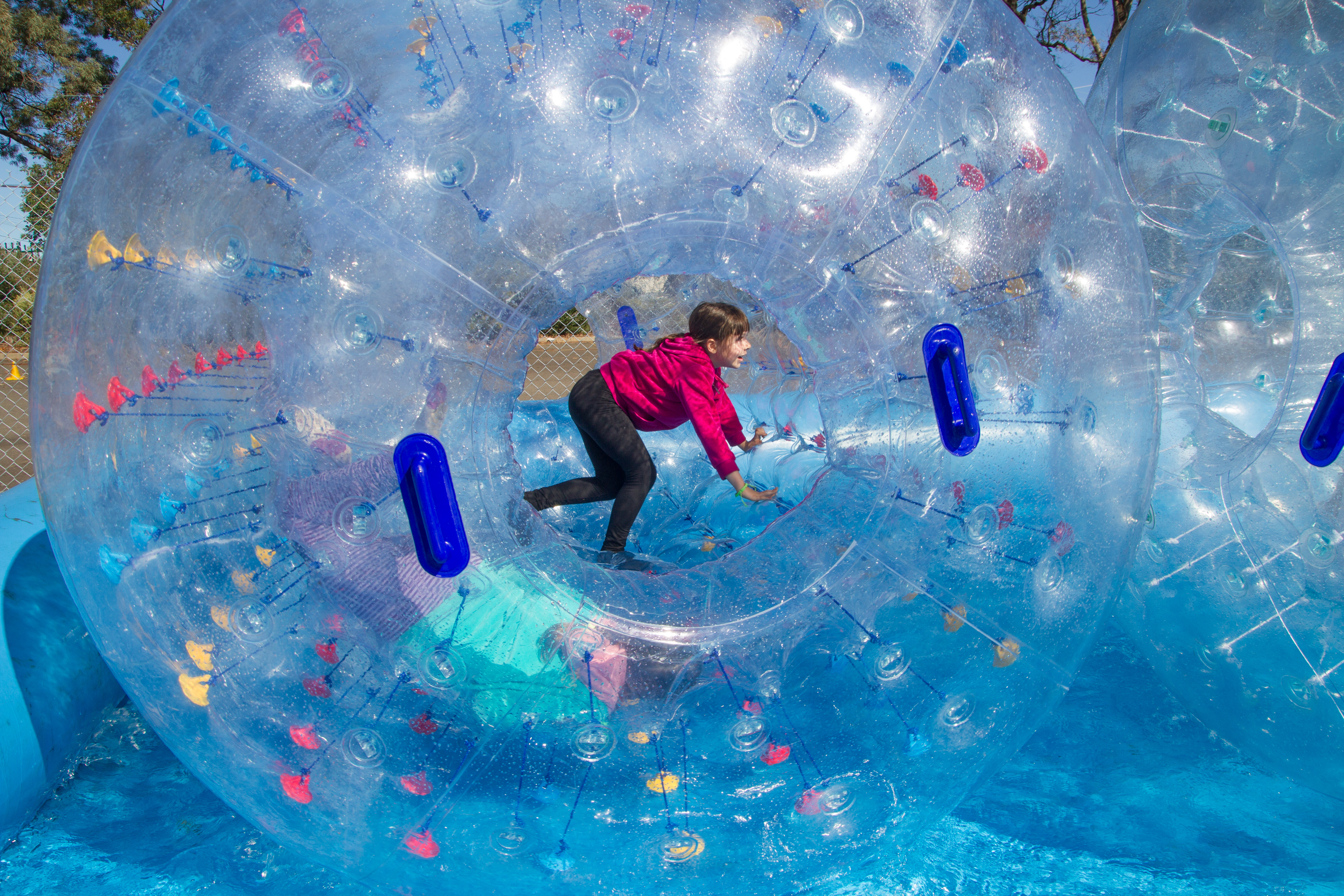
水上漫步球

世界上最早的水上漫步球之一出现在电影Diamonds Are Forever (1971) 和海滩男孩音乐视频Getcha Back (1985) 当中。  Charles Blane Jones 于 1998 年设计了第一个公开发行的水上步行球。

## 安全问题
美国政府已警告使用这些球的危险，称它“不知道有任何安全方法”来避免窒息和溺水等危险。有儿童在球内时晕倒和撞到坚硬表面的记录，美国消费品安全委员会鼓励游乐设施工作人员不要使用它们。 
来自俄克拉荷马州的查尔斯·琼斯于 1998 年开发了一种商业化的水上漫步球。他应一位英国记者的邀请访问伦敦，在湖面进行演示，但他刚要跨过水面，就失去平衡摔倒了，球体迅速放气并充满冰冷的湖水。最后在一群游客的见证下，一名助手用安全绳将球拖回岸边，使他免于沉入水底。 
美国消费品安全委员会已警告以安全方式使用球的危险。委员会了解到两起未经证实的涉及水球的事件。在其中一个案例中，一名儿童被发现在球内待了很短的一段时间后反应迟钝。在第二起事件中，球从地上的浅水池掉落到坚硬的地面上时，导致球内的一个人骨折。 

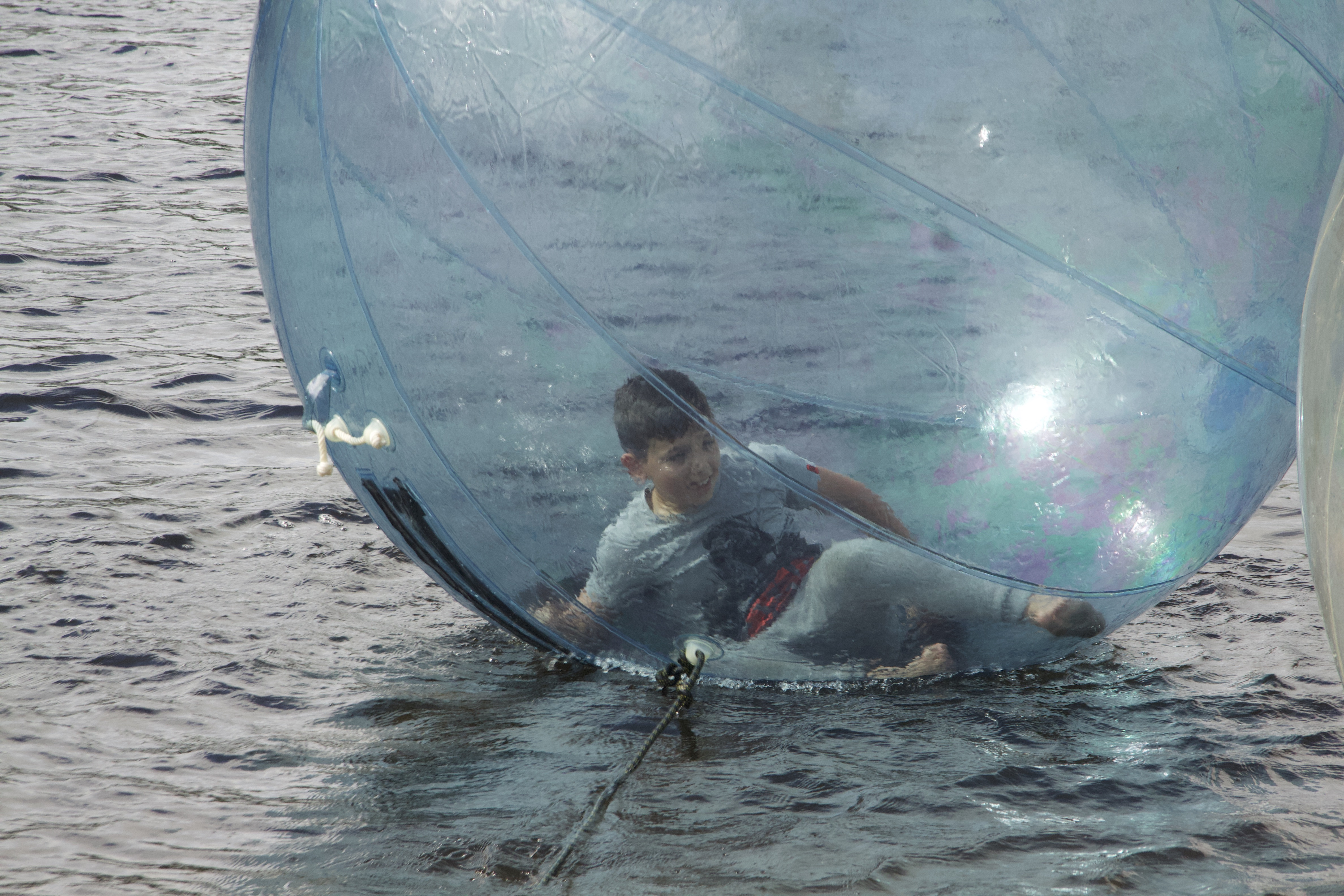
在爱尔兰的一条河上。当在流动的水域使用水上漫步球时，球必须用绳子固定。

## 建造
这些水上漫步球大多由 0.8–1.0 毫米厚的聚氯乙烯(PVC) 制成。而 热塑性聚氨酯(TPU) 是在寒冷天气或雪地上使用的最佳选择。一些水上漫步球由 PVC-TPU 混合物制成。更昂贵的球使用 100% TPU材质制作。这些球通常在中国制造，有各式各样的尺寸。比较典型的水上漫步球，重量约 15 公斤，可以用一个性能良好的气泵在一分钟内充满气。有的型号在内侧或外侧有把手，表面可以印字。
- 太空球
- 仓鼠球